# Особисті гендерні займенники

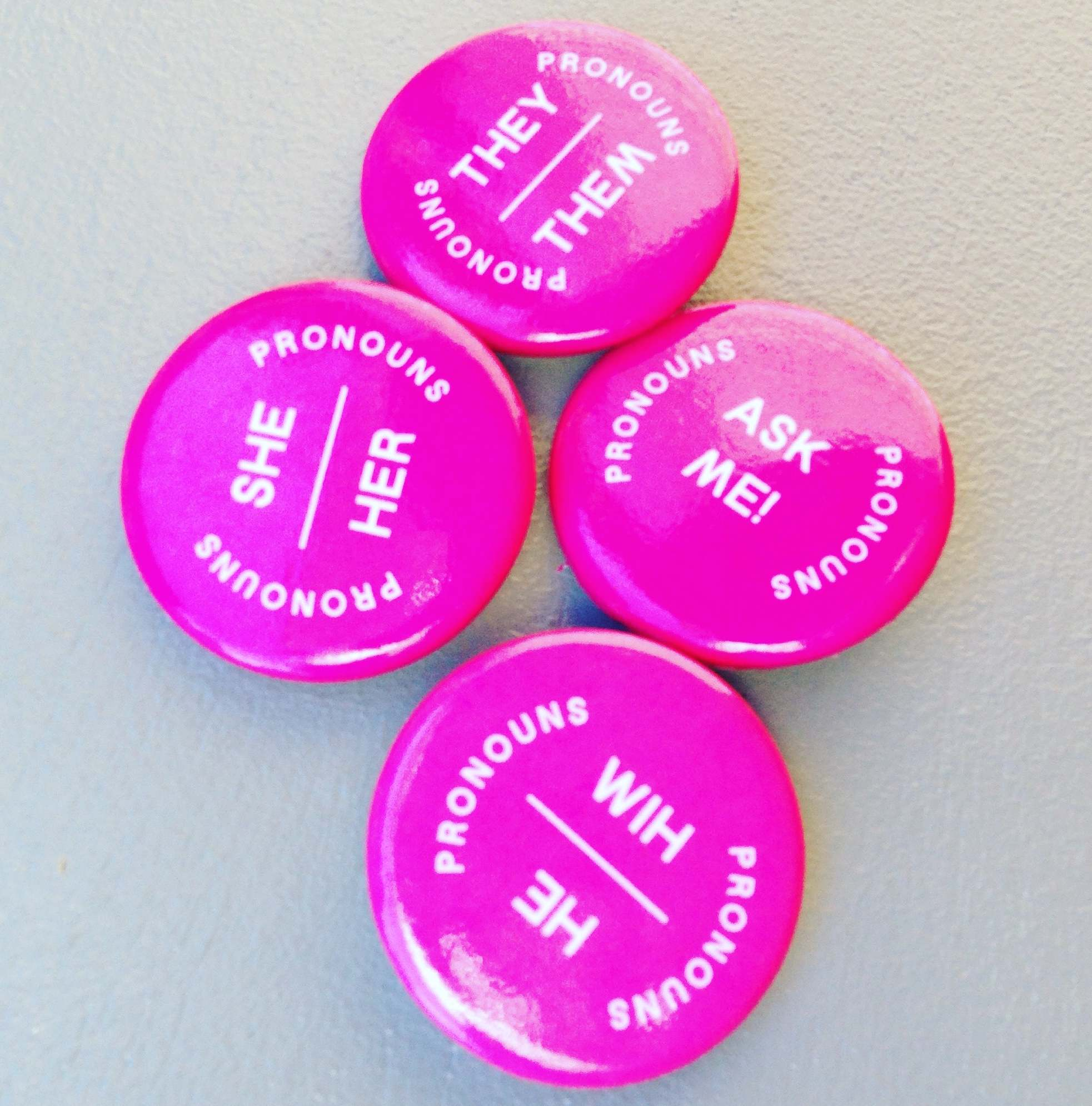
Набір з чотирьох значків, які учасники конференції можуть вибрати.

Бажані гендерні займенники або особисті гендерні займенники  належать до набору займенників (займенники від третьої особи), яким людина віддає перевагу, щоб зображати власну гендерну ідентичність. Оголошуючи бажані займенники, людина часто вказує предмет, об'єкт та присвійні займенники ― наприклад, «вона, її», «він, його» — хоча іноді вказуються лише займенники суб’єкта та об’єкта («він», «вона»). Займенники в англійській мові можуть включати також займенники третьої особи, такі як they/them, ze/zir.
В англійській мові особисті гендерні займенники they/them визнало словом року 2019 Американське діалектологічне товариство.

## Обґрунтування
В англійській мові бажані гендерні займенники  стали використовуватися як спосіб сприяння рівності та інклюзії для трансгендерних та небінарних людей.   Використання таких засобів було визначено соціальними працівниками,  викладачами  та медичними працівниками    як практичне та етичне обґрунтування. Посібники зі стилів та асоціації журналістів та медичних працівників радять вживати займенник, який уподобаний або вважається відповідним.    Під час спілкування англійською мовою з клієнтами або пацієнтами медичним працівникам рекомендується взяти до відома займенники, якими користуються самі особи,  що може включати використання різних займенників у різний час.   Це також поширюється на ім'я, яке віддає перевагу зацікавлена особа.   Активісти ЛГБТІК-спільноти також радять використовувати займенники та імена, які вподобані або вважаються відповідними зацікавленій особі.  Вони також рекомендують уникати гендерної плутанини, коли йдеться про походження трансгендерних людей, наприклад, використання титулу чи звання, щоб уникнути гендерного займенника чи імені. 

## Застереження
Рейчел Н. Левін, не рекомендувала професорам просити студентів називати свої бажані гендерні займенники  під час вступу до навчання, оскільки це може засмутити тих, кого гендерні займенники  повинні підтримувати. Два приклади, наведені Левін, включають одного студента, якому доводиться протистояти презентації (іншими словами, те, що їх гендерна презентація не зрозуміла навколишнім людям), та іншого студента, який не знає, які займенники  вимагати використовувати від інших.  Британська організація ЛГБТ також радить бути обережними, «це слід заохочувати, але не вимагати від інших підписів електронною поштою та при зустрічі». 

## Термінологія
Існують певні розбіжності щодо того, чи слід називати особисті гендерні займенники «бажаними». Деякі люди опускають слово «бажаний», називаючи їх «родовими займенниками» або просто «займенниками», щоб підкреслити, що правильне використання займенників є соціальним обов'язком, а не індивідуальною перевагою.  Левін заявляє, що «займенники не є «кращими», а просто правильними або неправильними щодо чиєїсь особистості». 